# Полигус
По́лигус — посёлок в Эвенкийском районе Красноярского края России. Образует сельское поселение посёлок Полигус как единственный населённый пункт в его составе.
До 2002 года согласно Закону об административно-территориальном устройстве Эвенкийского автономного округа — село.

## География
Расположен на правом берегу реки Подкаменная Тунгуска.

## История
Посёлок был основан известным охотником и шаманом Фёдором Фёдоровичем Полигусом (Полигузовым), построившим лабаз на правом берегу Подкаменной Тунгуски в конце XIX, начале XX века.
В начале XX века на месте посёлка уже находилась фактория Полигус, основанная ангарскими купцами «тунгусниками». Пользуясь удалённостью факторий от властей, купцы спаивали инородцев, обманывали их. Имели место случаи избиений, изнасилований и убийств. Из-за жалоб в феврале 1916 года Иркутский генерал-губернатор запретил ангарским купцам торговать с тунгусами на Средней и Нижней Тунгуске. Торговля в факториях продолжилась силами кооператоров. В 1919 году Ангарскими отделениями Енисейского союза кооператоров (Енсоюза) были основаны распределительные хлебные пункты на факториях Оскоба, Верхняя Контора, Ванавара, Панолик и Полигус.

## Население
| 2010 | 2012 | 2013 | 2014 | 2015 | 2016 | 2017 |
| ---- | ---- | ---- | ---- | ---- | ---- | ---- |
| 302  | ↘282 | ↘262 | ↘244 | ↘242 | ↗245 | →245 |
| 2018 | 2019 | 2020 | 2021 |      |      |      |
| ↘240 | ↘225 | ↗233 | ↘158 |      |      |      |

По данным Всероссийской переписи населения 2010 года:
| № | Национальность | Численность, чел. | Доля   |
| - | -------------- | ----------------- | ------ |
| 1 | эвенки         | 216               | 71,5 % |
| 2 | русские        | 62                | 20,5 % |
| 3 | другие         | 24                | 8,0 %  |

## Местное самоуправление
Полигусский поселковый Совет депутатов VI созыва
Дата избрания: 08.09.2024. Срок полномочий: 5 лет. Председатель Совета Черненко Татьяна Николаевна.
| Фракция       | Кол-во депутатов |
| ------------- | ---------------- |
| Единая Россия | 7                |

Глава поселка
- Черненко Татьяна Николаевна. Дата избрания: 08.09.2024. Срок полномочий: 5 лет.

Руководители посёлка
- Симбирцева Любовь Ивановна, глава до 2003 г.
- Петина Синильга Альбертовна, глава в 2003—2011 гг 2019—2024 гг.
- Косогова Светлана Ивановна, глава в 2011—2019 гг.

## Известные жители
- Георгий Степанович Бояки (1918—1974) — охотник, Герой Социалистического Труда[19].